# Roxel (bedrijf)
Roxel is een Franse producent van raketaandrijvingen voor raketten. Het is de grootste Europese producent van aandrijvingen van tactische wapens en de op twee na grootste wereldwijd.
Roxel maakt vaste brandstof raketmotoren voor kruisvlucht- en tactische wapens en behaalde een omzet van € 200 miljoen in 2024 met 800 werknemers. Het bedrijf levert, onder andere, de aandrijving voor de Aster, Rapier/Jernas en Sea Wolf-luchtdoelraketten, de ASRAAM-lucht-luchtraket, de Exocet-antischipraket en de MILAN-antitankraket.
De groep, bestaande uit de bedrijven Roxel UK en Roxel France, werd in 2003 gevormd door het samengaan van het Franse CELERG met het Britse Royal Ordnance Rocket Motors. In 2008 werd ook het Franse Protac toegevoegd. Protac was in 1994 ontstaan na een fusie van Thomas Brandt Armements en Bayern-Chemie. De groep heeft drie productielocaties in Frankrijk en een in Engeland. Het hoofdkantoor staat in Frankrijk. Roxel was evenredig eigendom van de defensiebedrijven MBDA en Safran.
Op 19 december 2024 verkocht Safran het 50% belang in Roxel aan MBDA. Roxel had een marktaandeel van 60% in Europa met MBDA als grootste afnemer.